# 唐·埃利斯·威尔逊
唐·埃利斯·威尔逊（英語：Don E. Wilson，1944年4月30日—），美国动物学家，主攻哺乳动物学，以其对蝙蝠的研究而闻名。威尔逊是《世界哺乳动物物种》的两位主编之一。威尔逊盲蛇以威尔逊命名。